# Alfredo Santos Sintra
Alfredo Santos Sintra (Sintra, 19 de Maio de 1890 - 1976) foi general, oficial da Aeronáutica Militar e pioneiro da aviação em Portugal. Foi o primeiro Chefe do Estado-Maior da Força Aérea, quando a mesma foi criada com a fusão das componentes aéreas da marinha e do exército.
Tendo começado a sua carreira militar como praça e passando posteriormente para a categoria de oficiais, prestou um importante contributo na história da aviação militar portuguesa, participando activamente na criação da Força Aérea Portuguesa, na participação de Portugal na NATO e, no final da sua carreia, foi ainda Chefe do Estado-Maior das Forças Armadas, entre 1952 e 1953.
Fez também parte da Missão Militar de Observação na Guerra de Espanha, uma força militar que apoiou, despercebidamente, as forças nacionalistas durante a Guerra Civil Espanhola.